# Horst Antes

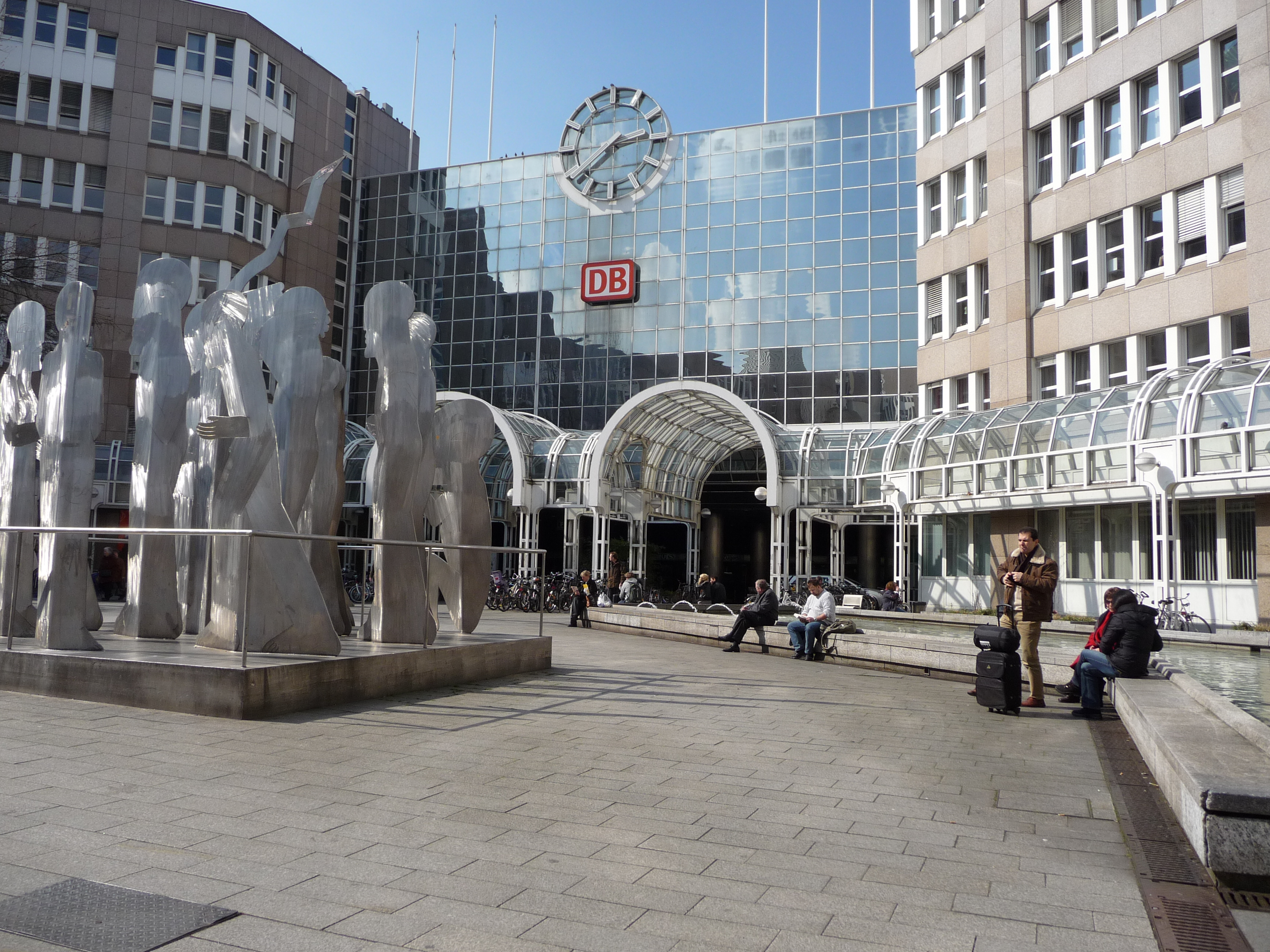
Skulptur vor dem Eingang des Düsseldorfer Hauptbahnhofs (Rückseite)

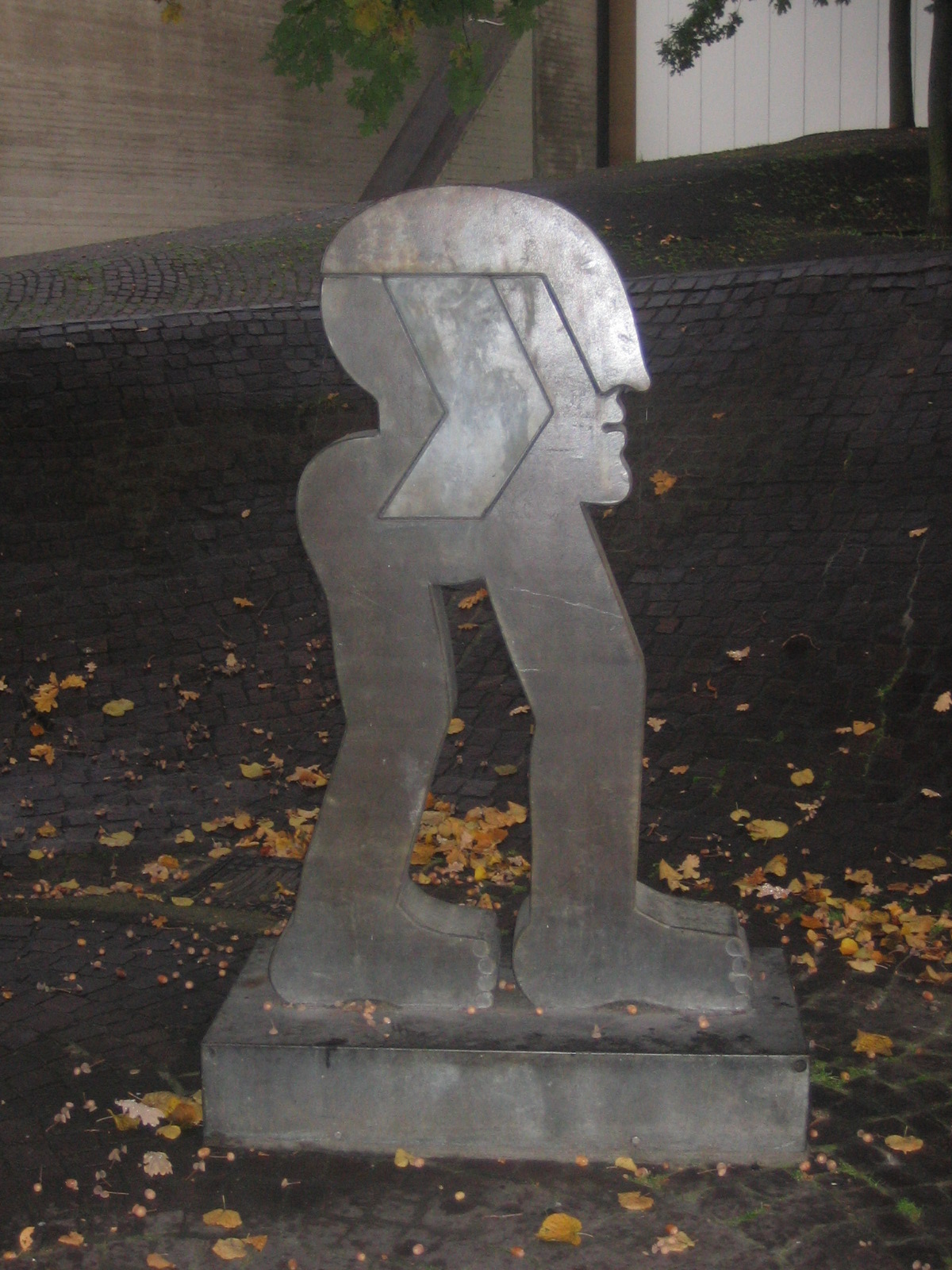
Kopffüßler in Hannover

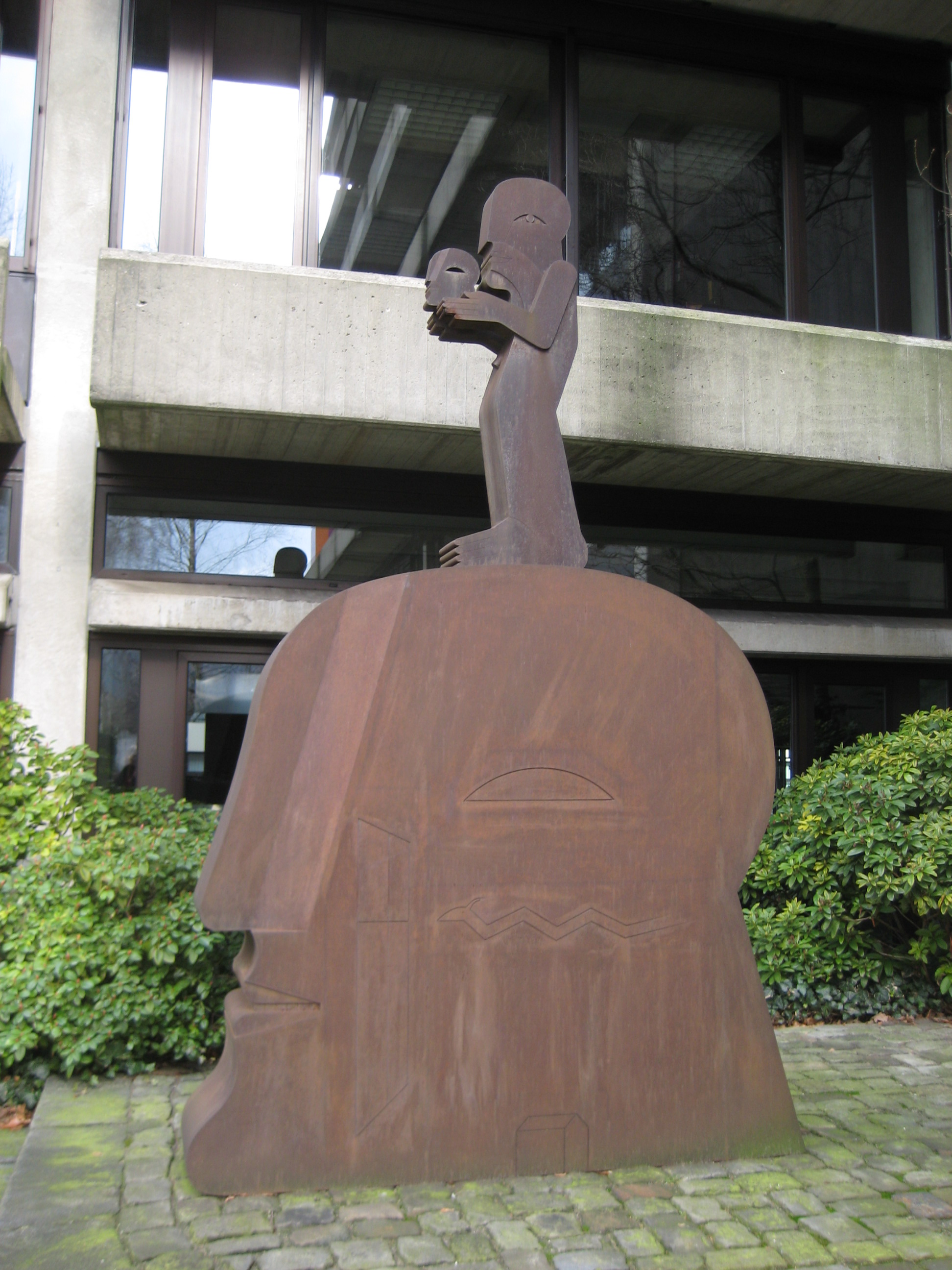
Kopf mit kleiner Figur obendrauf in Osnabrück, 1976

Horst Antes (* 28. Oktober 1936 in Heppenheim) ist ein deutscher Maler, Grafiker und Bildhauer.

## Leben und Werk
Horst Antes studierte von 1957 bis 1959 bei HAP Grieshaber an der Akademie der Bildenden Künste in Karlsruhe Malerei. Durch Grieshaber gehörte er zu einer Gruppe von Malern mit eigenständigen Profilen, wie Hans Baschang, Walter Stöhrer und Heinz Schanz. An der Karlsruher Akademie ist er seit 1967 Professor für Malerei und leitet eine Malklasse. 1962 hielt er sich in Florenz (Villa Romana), 1963 in Rom (Villa Massimo) auf, wo der Kopffüßler erstmals dreidimensional ausgestellt wurde. 1966 entwarf er Metallplastiken für einen Garten der sieben Denkmäler der Lüste, die Antes 1967 anlässlich der Bundesgartenschau für den Botanischen Garten in Karlsruhe ausstellte. 1968 erhielt er eine Gastprofessur an der Hochschule für Bildende Künste (heute Universität der Künste) in Berlin. Seit 1983 ist er Mitglied der Freien Akademie der Künste Hamburg.
Ausgehend von der informellen Nachkriegsmalerei suchte Horst Antes als einer der ersten Pioniere der gegenständlichen Malerei nach neuen Möglichkeiten der figurativen Malerei, wobei er in Willem de Kooning, der informelle und figurative Elemente verknüpfte, ein Leitbild fand. Er ist Mitbegründer der neuen figurativen Malerei in Deutschland. Kennzeichnend sind seine ab 1962 entstandenen Kopffüßler, bei denen Anregungen durch die Kachina-Puppen der Puebloindianer eine Rolle spielten, die lange Zeit sein einziges Motiv waren. Ein Kopffüßler, eine sogenannte „Kunstfigur“, besitzt keinen Hals, wenig Brust und Bauch, und Kopf und Füße scheinen ineinander überzugehen. Antes ist außerdem selbst Sammler. Er trug in seiner Sammlung eine große Zahl westafrikanischer Aklama-Figuren zusammen.
Als Mitglied des Deutschen Künstlerbundes nahm Horst Antes zwischen 1961 und 1992 an fünfzehn großen Jahresausstellungen teil. Er war Teilnehmer der documenta III (1964), der 4. documenta (1968) und auch der documenta VI im Jahr 1977 in Kassel. Von 1977 bis 1979 war Antes Mitglied des DKB-Vorstands. Er lebt und arbeitet in Karlsruhe-Wolfartsweier, wo er ein 1970 von dem Architekten Heinz Mohl aus einem ehemaligen Lagerschuppen umgebautes Atelierhaus unterhält. Zeitweilig ist er auch in Berlin und in Castellina in Chianti in Italien tätig.

## Ausstellungen
- 1967: Kunstpavillon Soest
- 1971: Horst Antes - Bilder 1965-1971, Staatliche Kunsthalle Baden-Baden, (mit der Gesellschaft der Freunde Junger Kunst),
- 1989: Horst Antes – Die Berliner Bilder, Galerie der Stadt Stuttgart
- 1993: Antes Bilder 1959–93, Bayerische Staatsgemäldesammlungen, München
- 2002: Horst Antes und der malerische Aufbruch in den 1960er Jahren, Sprengel Museum Hannover
- 2003: Host Antes. Papierarbeiten und Grafiken 1969–2002, Kunsthalle Villa Kobe
- 2004: Horst Antes and Kachinas, Takamatsu City Museum of Art; Itami City Museum of Art; Iwate Museum of Art; Iwaki City Art Museum; The Museum of Modern Art, Hayama
- 2004: Interieurs, Kunstmuseum Bayreuth
- 2006: Horst Antes. Das frühe Werk. Bilder und Zeichnungen aus Privatbesitz, Villa Wessel, Iserlohn
- 2006: Und morgen mal’ ich vielleicht ein Bild, Kunsthalle Würth, Schwäbisch Hall
- 2013: Ausstellung im Martin-Gropius-Bau, Berlin (Juni bis September 2013)[4]
- 2016: Eine Ausstellung in Lübeck zeigte ein Heer von afrikanischen Hilfsgeistern aus dem Besitz von Horst Antes.[5]
- 2019: Horst Antes. Bilder und Skulpturen aus der Sammlung Würth, Forum Würth, Chur[6]
- 2021–2023: Horst Antes zum 85. Geburtstag, Museum Würth 2, Künzelsau[7]

## Preise

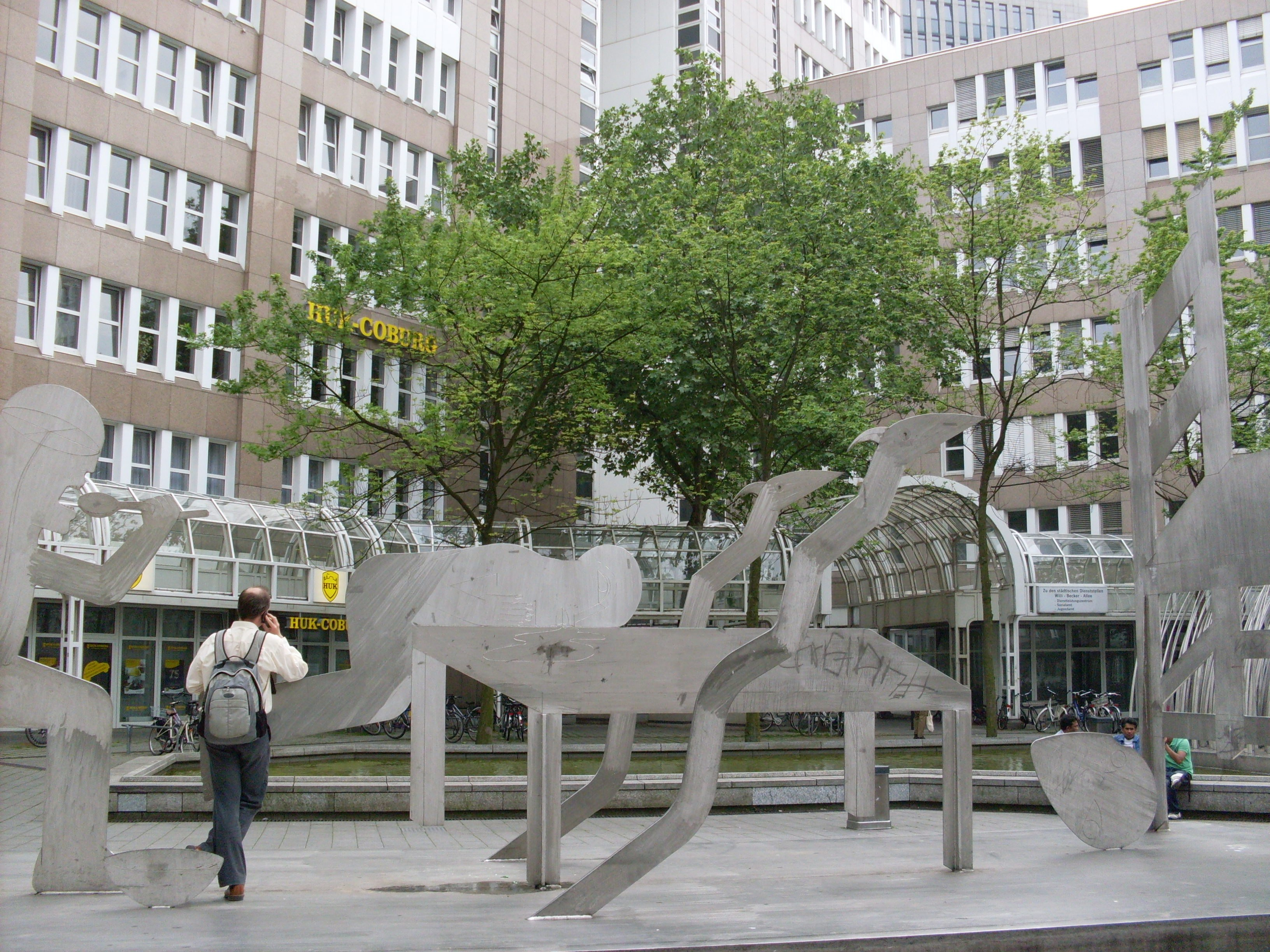
Horst Antes: Der Ring – Die Fresser – Die Insel auf dem Bertha-von-Suttner-Platz in Düsseldorf.

- 1959: Kunstpreis der Stadt Hannover (Pankover-Preis)
- 1960: Stipendium Kulturkreis der Deutschen Wirtschaft
- 1961: Kunstpreis junger westen der Stadt Recklinghausen
- 1962: Stipendiat der Villa Romana in Florenz
- 1963: Stipendiat der Villa Massimo in Rom
- 1966: Stipendium der Aldegrever Gesellschaft, Münster
- 1966: Preis für Malerei, XXXIII. Biennale Venedig
- 1989: Hans-Molfenter-Preis der Landeshauptstadt Stuttgart
- 1989: Verdienstkreuz 1. Klasse der Bundesrepublik Deutschland
- 1991: Hessischer Kulturpreis, Wiesbaden
- 1992: Großer Preis der Biennale von São Paulo

## Werke

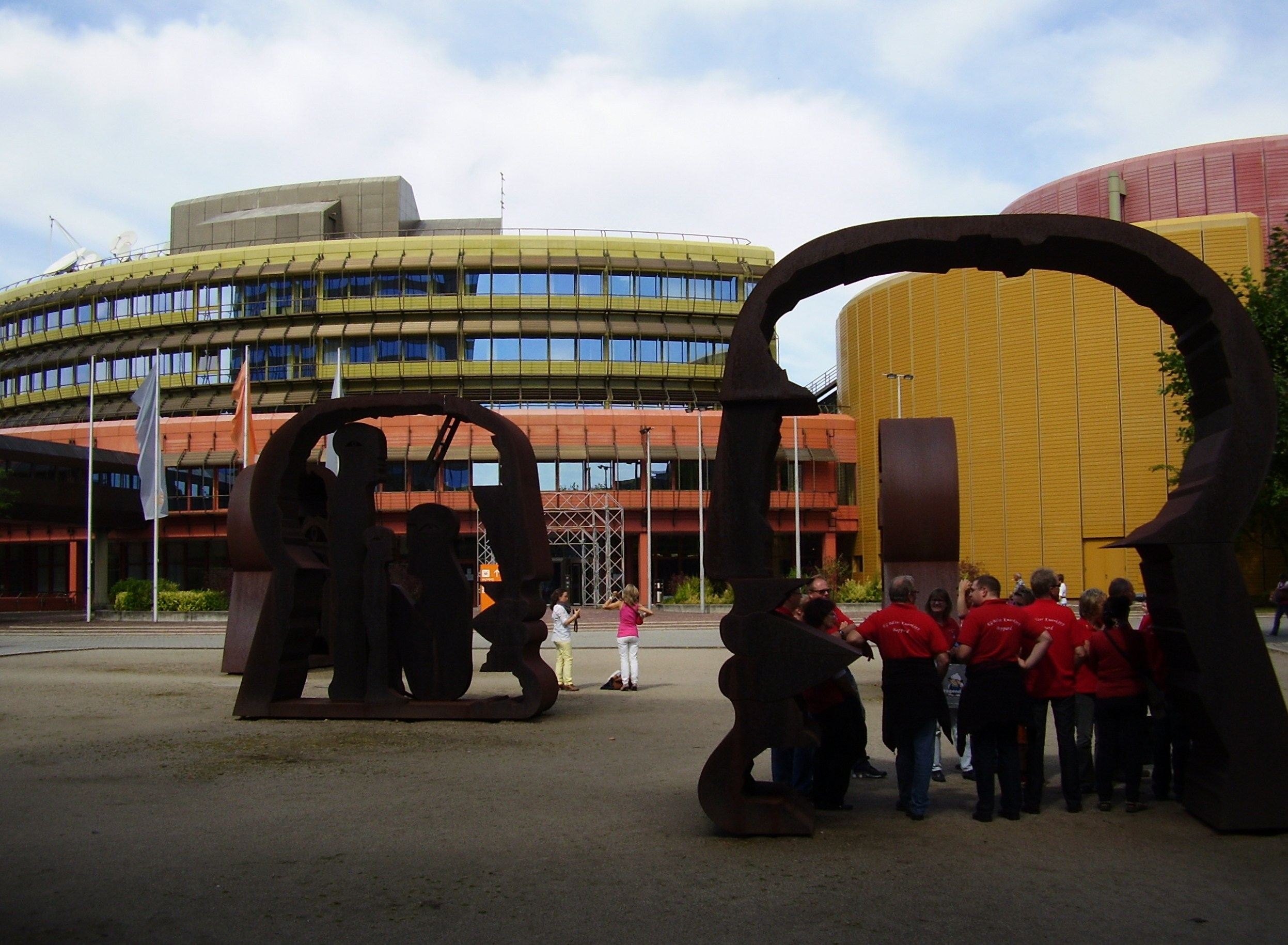
„Platz der Köpfe“ auf dem Gelände des ZDF-Sendezentrums.

- Blaue Figur, 1962, Städelsches Kunstinstitut, Frankfurt am Main
- Grüne Figur, 1963, Öl auf Leinwand, 130 × 90 cm, Sprengel Museum Hannover
- Figur mit rotem Band, 1962/63, Öl auf Leinwand, 100 × 81,2 Neue Pinakothek (Bayerische Staatsgemäldesammlungen), München
- Drittes Landschaftsbild, 1968, Aquatec auf Leinwand, Museum Ludwig, Köln
- Graue Figur im Kasten, 1969, Aquatec auf Leinwand, 121 × 100 cm, Galerie Beyeler, Basel[8]
- Kopffüßler, 1977, bestehend aus zehn Figuren: 1 „Stehende Figur“ (auf der Terrasse des Hofgebäudes nördlich der Chemie), 2 „Fliegende Figur“ (auf der Mensaterrasse West), 3 „Weibliche und männliche Figur“ (in der Eingangshalle der Chemischen Institute), 4 „Kniende Figur“ (im Freigelände an der Boltzmannstraße), 5 „Hockerfigur Embryo“ (auf der Terrasse der Bibliothek), 6 „Gehende Figur“ (am Haupteingang der Chemischen Institute) 7 „Liegende Figur – Figur mit Leiter“ (unter den Bäumen nordöstlich der Mensa), 8 „Fliegende und fallende Figur“ (auf der Mensaterrasse), 9 „Innenraum“ (in der Eingangshalle der Mensa), 10 „Figurengruppe Geburt“ (nördlich der Mensa); Technische Universität München, Campus Garching, Bereich Chemie und Mensa
- Platz der Köpfe, 1982/83, Ensembles, bestehend aus einem Tor und fünf Köpfen, COR-TEN-Stahl; Höhe: je 4,2 m, die Aufstellung erfolgte im November 1983 auf dem ZDF-Sendezentrum.
- Der Ring – Die Fresser – Die Insel, 1991, Skulpturenensemble in Edelstahl, Düsseldorf-Oberbilk